# Wimbledon 2024 – ženská dvouhra
Ženská dvouhra ve Wimbledonu 2024 probíhala v první polovině července 2024. Do londýnského tenisového grandslamu, hraného na trávě All England Clubu, nastoupilo sto dvacet osm tenistek. Dvacet z nich si účast zajistilo v tříkolové kvalifikaci včetně čtyř šťastných poražených. Obhájkyni titulu, českou světovou šestku Markétu Vondroušovou, v úvodu vyřadila Španělka Jéssica Bouzasová Maneirová z deváté desítky žebříčku. Podruhé v otevřené éře nezvládla obhájkyně vstup do turnaje, když první takovou se stala Steffi Grafová v roce 1994. V nejdelším ženském semifinále Wimbledonu porazila Jasmine Paoliniová za 2 hodiny a 51 minut Donnu Vekićovou.
Druhý grandslam ve dvouhře získala 28letá Barbora Krejčíková, která se po Janě Novotné, Petře Kvitové a Vondroušové stala čtvrtou českou wimbledonskou vítězkou. V rámci samostatného Česka představovala prvního tenistu, který ovládl dva různé grandslamy ve dvouhře, když držela trofej i z French Open 2021. Po výhře Vondroušové ve Wimbledonu 2023 triumfovaly české tenistky poprvé v navazujících ročnících jednoho z grandslamů. Celkově Krejčíková na grandslamu vyhrála dvanácté ze třinácti finále a z pozice 32. hráčky žebříčku se stala druhou nejníže postavenou wimbledonskou šampionkou po Vondroušové. 

## Turnaj

### První kolo
Poprvé od roku 1996 nepřicestovala do All England Clubu ani jedna ze sester Williamsových. Sedminásobná šampionka Serena Williamsová se v něm naposledy představila v roce 2022 a držitelka pěti trofejí Venus Williamsová v ročníku 2023. V den rozehrání se odhlásila světová trojka a šampionka Australian Open 2024 Aryna Sabalenková pro poranění ramene. V hlavní grandslamové soutěži debutovaly 19letá Rumunka Anca Todoniová a kanadská vítězka Billie Jean King Cupu téhož věku Marina Stakusicová, když obě postoupily z kvalifikace. Stakusicovou na úvod vyřadila dvacátá sedmá nasazená Kateřina Siniaková, která si v utkání vypracovala vysoký počet 24 brejkbolů. Proměnila však jen čtyři z nich. Do wimbledonské dvouhry s Todoniovou a Stakusicovou zasáhly poprvé také Avanesjanová, Carléová, Brenda Fruhvirtová, Gadecká, Kesslerová, Kruegerová, Lysová, Motgomeryová, Rierová, Snigurová, Šramková, Starodubcevová, Sunová a Učidžimová.
Česká obhájkyně trofeje a světová šestka Markéta Vondroušová překvapivě podlehla osmdesáté třetí ženě klasifikace Jessice Bouzasové Maneirové ze Španělska. V otevřené éře se po Grafové z ročníku 1994 stala druhou wimbledonskou obhájkyní, která nezvládla vstup do turnaje a v rámci open éry celého grandslamu pak devátou takovou obhájkyní. Španělka tak poprvé v kariéře porazila hráčku figurující ve světové čtyřicítce. Vondroušová napodobila i dva mužské wimbledonské obhájce vyřazené v prvním kole, Santanu v roce 1967 a Hewitta v ročníku 2003.

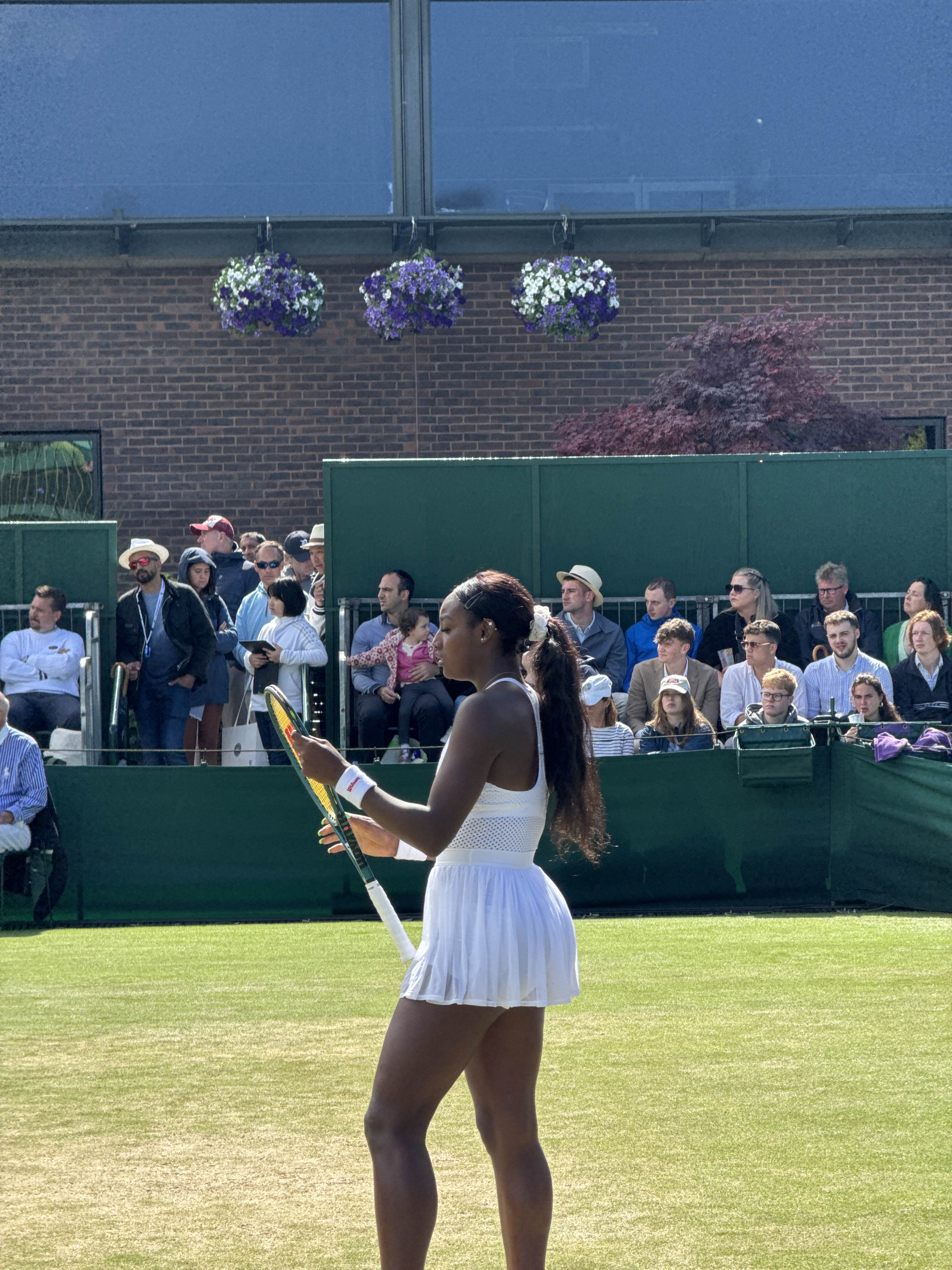
Alyciu Parksovou (na obrázku) v úvodu vyřadila Wozniacká

Čínská osmá žena klasifikace Čeng Čchin-wen nestačila na wimbledonskou debutantku a překvapení ročníku Lulu Sunovou, jíž patřila 123. příčka žebříčku. 23letá Novozélanďanka tím dosáhla nejen první kariérní výhry nad členkou Top 10, ale také nad tenistkou z první světové stovky. Světová třiadvacítka obhajující osmifinálovou účast Mirra Andrejevová, poprvé nasazená na grandslamu, podlehla osmdesáté osmé ženě pořadí Brendě Fruhvirtové, přestože vedla 6–1 a 3–0. Jednalo se o souboj dvou nejmladších tenistek startovního pole, když Andrejevové na začátku turnaje bylo 17 let a 79 dnů a Fruhvirtové 17 let a 109 dnů. Do dvouhry zasáhlo celkem šest singlistek před dovršením 20 let. Zbylými čtyřmi teenagerkami byly 19leté Todoniová, Linda Nosková, Stakusevicová a Robin Montgomeryová. Z aktivních hráček na okruhu držela nejdelší sérii grandslamových účastí v řadě Caroline Garciaová, když nastoupila do 46. dvouhry na turnajích velké čtyřky za sebou. Druhé v pořadí byly Siniaková s Putincevovou, jejichž šňůra čítala 38 dvouher bez přerušení. Absolutně nejvíce startů v grandslamových dvouhrách měla z londýnských účastnic Rumunka Sorana Cîrsteaová, když se představila v 62. hlavní soutěži. Stala se však jednou ze čtyř nasazených, které z úvodního kola nepostoupily. Časnou porážku jí přivodila britská kvalifikantka Sonay Kartalová.
Výsledkově nejvyrovnanější duel svedla pozdější šampionka Barbora Krejčíková s třicátou osmou ženou klasifikace Veronikou Kuděrmetovovou. V úvodní sadě soupeřka nevyužila první čtyři setboly, aby set získala Češka v tiebreaku. Druhé dějství rozhodla opět zkrácená hra, v níž Kuděrmetovová ztratila jedinou výměnu. V závěrečném setu Krejčíková dvakrát nevyužila výhodu prolomeného podání, když jej sama také ztratila. Potřetí v něm protihráčku brejkla na vedení gamů 6–5 a zápas doservírovala přes nepříznivý vývoj poslední hry 0:30. Po více než tříhodinovém boji přerušila sérii tří vzájemných proher. Od února 2024 vyhrála na okruhu teprve třetí utkání. Wimbledonská vítězka z roku 2018, Němka Angelique Kerberová, která jako 221. hráčka žebříčku obdržela divokou kartu, podlehla Kazachstánce Julii Putincevové po dvousetovém průběhu. Na desátém grandslamu v řadě se turnajovou jedničkou stala první žena světové klasifikace Iga Świąteková z Polska,  která přehrála Američanku z konce elitní padesátky Sofii Keninovou. Popáté v řadě tak porazila grandslamovou šampionku. Šňůru neporazitelnosti prodloužila na 20 výher, čímž se po Venus Williamsové stala druhou aktivní tenistkou, a devátou v celé otevřené éře, s více než jednou 20zápasovou neporazitelností. První kolo grandslamu zvládla poosmnácté v řadě.

### Druhé kolo
Do Wimbledonu se poprvé od roku 2019 vrátila 26letá Japonka Naomi Ósakaová. Jako 113. hráčka žebříčku musela obdržet divokou kartu. Na trávě nehrála pět roků až do londýnské generálky Libéma Open 2024 v Rosmalenu. Ve druhém kole ji za 59 minut zastavila americká světová sedmnáctka Emma Navarrová po dvousetovém průběhu. Pátá žena pořadí Jessica Pegulaová, pokračující v návratu na okruh po zranění a vítězka generálky na German Open, nepřešla přes Wang Sin-jü. Čínská světová dvaačtyřicítka zdolala poprvé v kariéře členku ze světové desítky.

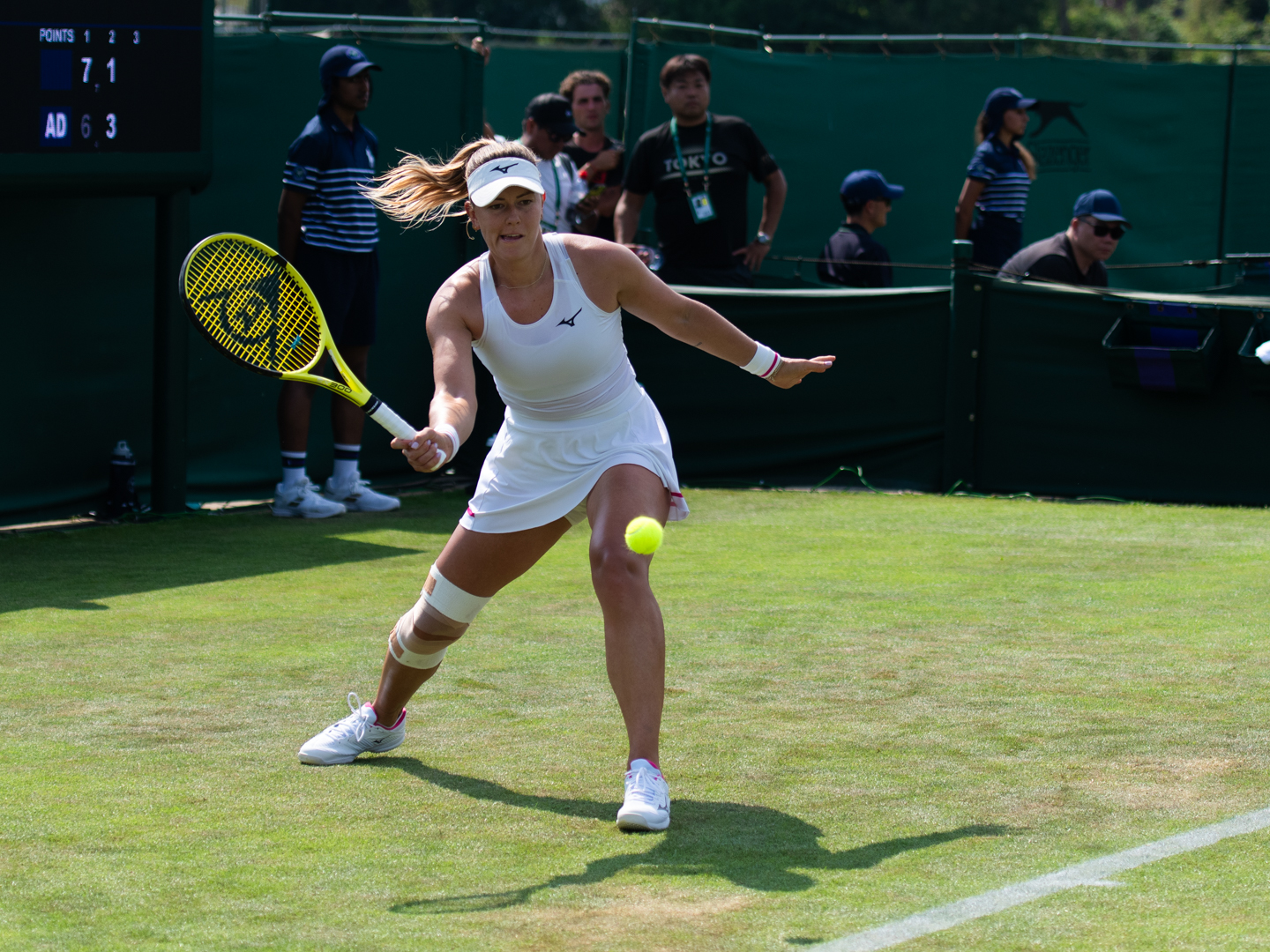
Dalmu Gálfiovou (na obrázku) ve druhém kole zastavila Collinsová

Druhé kolo opustilo celkem sedm nasazených, z toho šest ze druhé a třetí desítky nasazení. Z tenistek postavených mezi dvacátým a třicátým místem žebříčku prohrály Caroline Garciaová, Anastasija Pavljučenkovová, Leylah Fernandezová, Linda Nosková a Katie Boulterová. Francouzka Garciaová nenašla recept na Američanku z konce první stovky Bernardu Peraovou, přestože získala úvodní dějství. Američanka tak až v šestém odehraném ročníku Wimbledonu vyhrála první dvě utkání. Anastasija Pavljučenkovová nestačila na Ču Lin a Fernandezová na Dánku Caroline Wozniackou z deváté světové desítky. Wozniacká startující v All England Clubu poprvé od roku 2019 odvrátila soupeřce dva mečboly. Noskovou vyřadila 176. žena klasifikace Bianca Andreescuová z Kanady. Vsetínská rodačka byla omluvena z tiskových konferencí kvůli úmrtí matky krátce před turnajem. Třicátá šestá tenistka světa Kateřina Siniaková prohrála po divokém průběhu s Julii Putincevovou. S vyřazením Brendy Fruhvirtové i Marie Bouzkové zůstala jedinou zástupkyní českého tenisu v soutěži Barbora Krejčíková, která zvládla oba tiebreaky proti americké kvalifikantce Katie Volynetsové.
Ze střetnutí dvou nejvýše postavených Britek vyšla vítězně stá žena pořadí Harriet Dartová, která ovládla rozhodující supertiebreak nad dvacátou devátou hráčkou žebříčku Katie Boulterovou. Zopakovala tak wimbledonské maximum z ročníku 2019 a negativní vzájemnou bilanci snížila na 2–6. Boulterová přicestovala do Londýna jako čerstvá šampionka Nottingham Open, kde Dartovou těsně porazila.

### Třetí kolo
Šampionka z roku 2022 Jelena Rybakinová za 57 minut deklasovala Caroline Wozniackou, s níž ztratila jediný game, nejméně v jejím dohraném grandslamovém zápase. Na vítězné údery Dánku přestřílela 36–4 a její wimbledonská bilance po výhře činila 17–2. Jako první od Šarapovové z let 2003–2006, a celkově pátá rovněž po Grafové, Capriatiové a Dokićové, postoupila do osmifinále při prvních čtyřech účastech v All England Clubu. Do čtvrtého kola poprvé prošla Anna Kalinská, která ve dvou sadách vyřadila Ljudmilu Samsonovovou.
Ve formě hrající Kazachstánka Julia Putincevová, která ovládla generálku na Birmingham Classic, ukončila cestu soutěží světové jedničce Ize Świątekové, přestože ztratila úvodní dějství. V dalším průběhu již dominovala a ztratila jen tři hry. Osmé vítězné utkání Kazachstánky v řadě znamenalo ukončení 21zápasové neporazitelnosti Świątekové, trvající od Madrid Open 2024. Putincevová prošla poprvé do wimbledonského osmifinále a počtvrté do této fáze grandslamu. Podruhé v kariéře porazila úřadující světovou jedničkou, když poprvé se tak stalo na Birmingham Classic 2019. Dohrála rovněž dvojnásobná obhájkyně finálové účasti, tuniská světová desítka Ons Džabúrová. Ve dvou sadách podlehla o jedenáct míst níže postavené Ukrajince Elině Svitolinové obhajující semifinálovou účast. Z šesti odehraných grandslamů po narození dcery postoupila Svitolinová popáté do osmifinále.
Ve třetím kole se představily tři Britky, nejvyšší počet od pěti britských hráček v ročníku 1984. Stá v pořadí Harriet Dartová, nestačila na členku páté desítky Wang Sin-jü. 22letá Číňanka přitom ve druhém i třetím setu dohnala ztrátu prolomeného podání a podruhé prošla do čtvrtého kola majoru. Britská kvalifikantka Sonay Kartalová, až 298. hráčka žebříčku, nestačila na druhou ženu klasifikace Coco Gauffovou. Kartalová představovala šestou britskou kvalifikantku ve třetím kole grandslamu. Gauffová se stala čtvrtou ženou wimbledonské otevřené éry, která ve druhém i třetím kole čelila postupující z kvalifikace. Ve 20 letech byla nejmladší druhou nasazenou od Šarapovové v roce 2007. Poslední zástupkyní britského tenisu tak v Londýně zůstala Emma Raducanuová, která zdolala světovou devítku Marii Sakkariovou. Řekyně, jež získala gamů, jí podlehla i v semifinále US Open 2021. Raducanuová dosáhla teprve druhé výhry nad členkou Top 10, když první si připsala o týden dříve v Eastbourne.
I podruhé porazila světová třináctka Madison Keysová o šest míst níže postavenou Ukrajinku Martu Kosťukovou, když se tak stalo i ve třetí fázi Wimbledonu 2023. Přes ztrátu úvodní sady zvládla postoupit sedmnáctá žena klaisifikace Emma Navarrová, která oplatila čerstvou prohru šampionce z travnatého Bad Homburgu Dianě Šnajderové. Ukončila tím její sedmizápasovou neporazitelnost. Vítězstvím nad Číňankou Ču Lin prošla Lulu Sunová do wimbledonského osmifinále jako první Novozélanďanka v otevřené éře a druhá celkově po Ruie Morrisonové z let 1957 a 1959. Čtvrté kolo grandslamu si před ní v open éře zahrály čtyři novozélandské ženy.

### Čtvrté kolo
Na cestě do osmifinále ztratila Lotyška Jeļena Ostapenková jen deset gamů, nejméně ze singlistek od roku 2014. S Rybakinovou a Svitolinovou zůstávaly jedinými hráčkami v soutěži, které už v minulosti postoupily do wimbledonského čtvrtfinále a všechny   utkání čtvrtého kola zvládly i v roce 2024. Ostapenková ukončila sezónní neporazitelnost Julie Putincevové na trávě, s níž ztratila pět gamů. Završtila tím i nejdelší kariérní šňůru osmi vítězství Kazachstánky, která však do ročníku přijela bez jediné wimbledonské výhry. Po ztrátě úvodní sady skrečovala Anna Kalinská v průběhu té druhé  Jeleně Rybakinové kvůli zraněnému zápěstí. Obě 25leté moskevské rodačky navázaly přátelství už jako žákyně ve 12 letech. Rybakinová, poslední londýnská šampionka i finalistka v soutěži, tak ve Wimbledonu dosáhla 90% zápasové úspěšnosti (18–2), což se v open éře podařilo jen Ann Jonesové (92,3 %) a Steffi Grafové (91,4 %).
Posedmé v Londýně nasazená Elina Svitolinová zvládla utkání proti čtyřicáté druhé ženě žebříčku Wang Sin-jü, jež uhrála jen tři gamy. Připsala si tak 96. výhru na grandslamu, devátý nejvyšší počet mezi aktivními tenistkami. Zápas, v němž měla potíže s koncentrací, odehrála s černou stuhou na oblečení kvůli bezprostředně předcházejícímu ruskému raketovému útoku na Kyjev, který zasáhl i dětskou nemocnici. Wang se v osmifinále objevila jako pátá Číňanka v otevřené éře, a první od Čang Šuaj v ročníku 2019. Čtvrtfinálové účasti na grandslamu zkompletovala členka čtvrté desítky Barbora Krejčíková, která i podruhé přehrála světovou jedenáctku Danielle Collinsovou ve dvou setech. Dosáhla tak první sezónní výhry nad hráčkou ze světové dvacítky. Ve wimbledonském osmifinále se objevily čtyři Američanky naposledy v roce 2016. Alespoň jedna americká hráčka pak byla ve čtvrtém kole v každém ročníku otevřené éry vyjma sezóny 2014.
Sedmá žena pořadí Jasmine Paoliniová zvítězila poprvé nad členkou světové dvacítky na trávě, když vyřadila o pět míst níže postavenou Madison Keysovou. Před sezónou 2024 Italka nevyhrála na travnatém povrchu ani jeden zápas a účastí mezi poslední osmičkou vyrovnala italské maximum open éry, když poslední ze čtyř krajanek v této fázi Wimbledonu byla před ní Camila Giorgiová v roce 2018. Keysová přitom byla k postupu výrazně blíže, když v rozhodující sadě vedla 5–2 na gamy s výhodou dvou prolomených podání. V osmé hře poslední sady si však poranila hamstring, začala kulhat a vyžádala si desetiminutové ošetření. Omezení v pohybu pak soupeřka využila ke srovnání na 5–5. Po dalších dvou výměnách Američanka utkání skrečovala. Ve druhém vzájemném duelu oplatila Emma Navarrová porážku z lednového Auckland Classic 2024 světové dvojce Coco Gauffové a poprvé prošla mezi poslední osmičku na grandslamu. Gauffová potřetí nezvládla wimbledonské osmifinále a londýnský major zůstával jediným grandslamem, na němž si nezahrála čtvrtfinále.
Překvapení ročníku, 23letá Lulu Sunová pokračovala na vítězné vlně, když ji po třísetovém průběhu nezastavila ani Emma Raducanuová. 
Mezi poslední osmičku v All England Clubu se probojovala jako sedmá kvalifikantka, první od Kanepiové v roce 2010, rovněž tak i v pozici první Novozélanďanky během open éry. Od jejího počátku v roce 1968 se objevila ve čtvrtfinále grandslamu jako druhá novozélandská žena po Belindě Cordwellové na Australian Open 1989. Výhra jí zajistila posun o sedmdesát míst výše, znamenající debut v elitní světové stovce i šedesátce. Za předchozích 40 let prošla do čtvrtfinále Wimbledonu jako sedmá tenistka postavená mimo Top 100. Naposledy před ní se to podařilo 103. hráčce žebříčku Mariové  v roce 2022.

### Čtvrtfinále

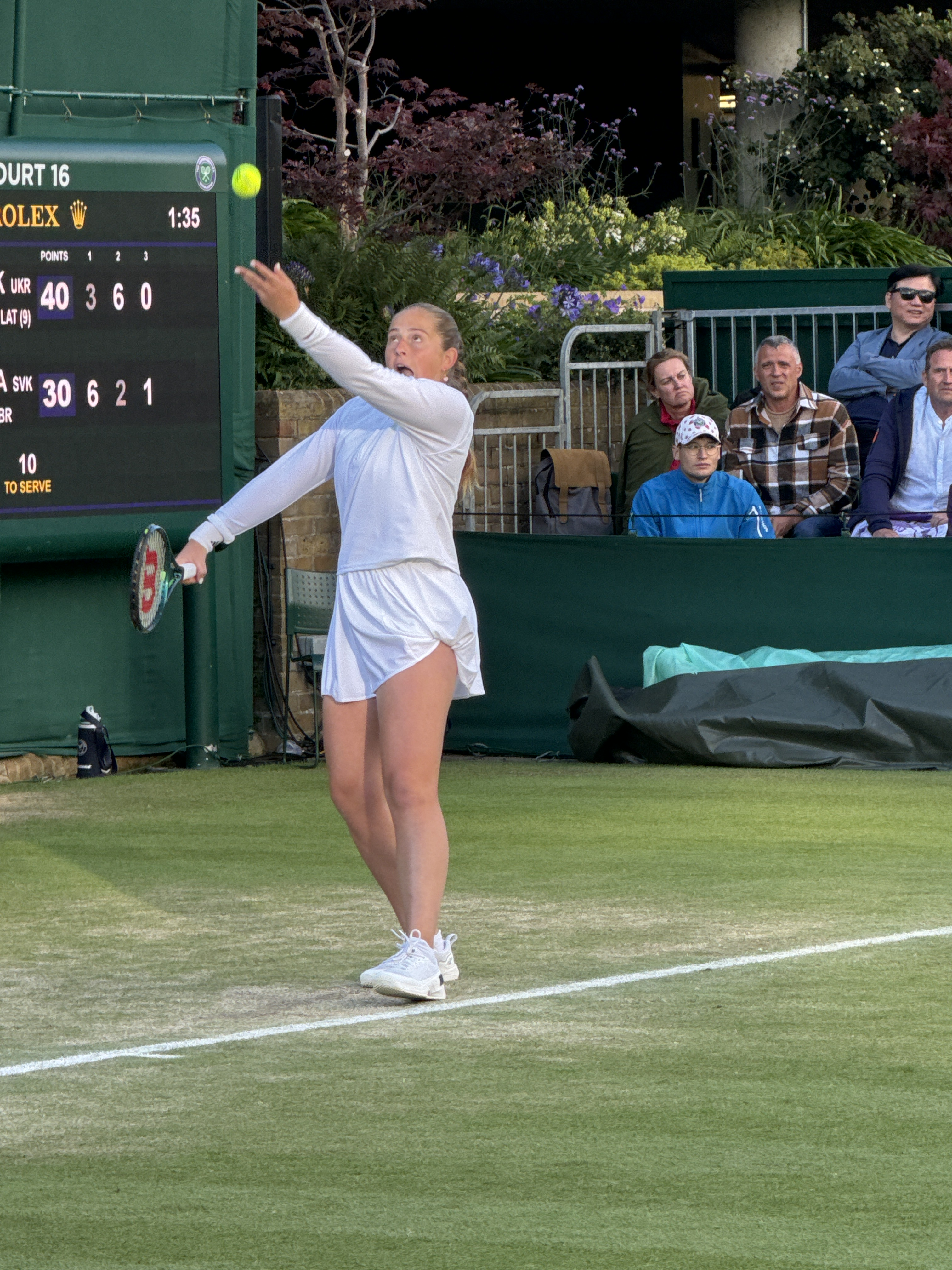
Jeļena Ostapenková nestačila ve čtvrtfinále na Krejčíkovou

Světová sedmička Jasmine Paoliniová vstoupila do utkání proti o deset míst níže postavené Emmě Navarrové s bilancí zápasů 0–3, které soupeřka vyhrála v předchozích devíti měsících. Na londýnském pažitu však dominovala Italka, jež ztratila jen tři hry. Na vítězné míče  38. Američanku ve čtvrtfinále wimbledonské open éry přestřílela 19–6. Žádná výměna netrvala déle než ta úvodní s 15 údery. Paoliniová se stala první Italkou v semifinále londýnského grandslamu a na trávě vyrovnala týden staré maximum z Eastbourne. Souběžná porážka Collinsové jí zajistila debutový posun do elitní světové pětky. Poslední Italkou v Top 5 byla její deblová spoluhráčka Erraniová v srpnu 2013.
Přes ztrátu úvodní sady zdolala Donna Vekićová kvalifikantku Lulu Sunovou v jejich prvním vzájemném střetnutí. Do prvního semifinále grandslamu postoupila až při 43. účasti v grandslamové dvouhře. V otevřené éře potřebovaly více účastí k dosažení této fáze jen Strýcová (53), Pavljučenkovová (52), Lichovcevová (46) a Vinciová (44). Ve wimbledonském semifinále se objevila jako druhá Chorvatka po Lučićové z roku 1999. Sunová vyrovnala čtvrtfinálové maximum z Korea Open 2022. Od Wimbledonu 2008 a výkonu Tanasugarnové prošla v All England Clubu pošestnácté v řadě nenasazená hráčka mezi poslední osmičku. Po skončení debutovala jako dvanáctá hráčka probíhající sezóny v Top 100, kde se stala historicky pátou Novozélanďankou a první od Erakovicové v roce 2015. Na žebříčku figurovala na 53. místě.
Barbora Krejčíková porazila ve dvou sadách lotyšskou čtrnáctou ženu klasifikace Jeļenu Ostapenkovou, čímž podruhé v sezóně i v navazujícím zápase vyřadila členku světové dvacítky. Poměr vzájemných duelů snížila na 3–5 a přerušila šňůru tří porážek. Lotyšská semifinalistka z roku 2018 tak na turnaji ztratila první sety. Dominantní hra Krejčíkové na přelomu setů čítala sérii 20 vyhraných výměn. V úvodu druhé sady však ztratila servis a soupeřka se ujala vedení 4–1. Poté co si ztracený servis vzala zpátky, vyhrála česká tenistka čtyři hry v řadě a zápas ukončila v tiebreaku. Na trávě získala poprvé pět utkání v řadě a pětizápasovou neporazitelnost zaznamenala prvně od triumfu na únorovém Dubai Championships 2023. Ve 28 letech představovala nejstarší Češku open éry, která si v jedné sezóně zahrála čtvrtfinále Australian Open i ve Wimbledonu. V otevřené éře All England Clubu se stala sedmou českou semifinalistkou, čímž Češky vyrovnaly na druhém místě figurující Australanky. Vyšší počet 21 semifinalistek měly pouze Američanky.
Jelena Rybakinová zvládla třetí z pěti duelů proti Elině Svitolinové, v jehož 62minutovém průběhu ztratila pět gamů. Jako jediný kazachstánský tenista, který se probojoval do semifinále grandslamu, zopakovala tento výkon potřetí. Po odehrání prvních 21 utkání ve Wimbledonu sdílela s 19 výhrami první místo open éry se Šarapovovou, Kingovou a Evertovou.  V probíhající sezóně si jako první zahrála jedenácté čtvrtfinále na túře WTA a postupem do šestého semifinále vyrovnala výkon první Świątekové. V sezóně i na londýnském pažitu kralovala statistice nejvíce zahraných es.

### Semifinále
Krejčíková, Paoliniová a Vekićová se v otevřené éře staly čtrnáctou, patnáctou a šestnáctou hráčkou, které v londýnském semifinále debutovaly po dosažení 28 let. První takovou byla Judy Tegartová (1968) a naposledy před nimi se to podařilo Strýcové (2019), Plíškové (2021) a Mariové (2022). Tři semifinalistky starší 28 let se ve wimbledonské otevřené éře objevily počtvrté, po ročnících 1994, 2016 a 2018.
V úvodním semifinále zdolala italská světová sedmička Jasmine Paoliniová o třicet míst níže postavenou Donnu Vekićovou po třísetovém boji. Délkou 2 hodiny a 51 minut se jednalo o nejdelší ženské semifinále v historii Wimbledonu, když o dvě minuty překonalo klání Sereny Williamsové a Dementěvové z roku 2009. V probíhajícím ročníku ztratila Italka úvodní sadu a ve třetím setu dvakrát dotahovala ztrátu servisu. Přesto si jako jediná vypracovala mečboly. První dva neproměnila v závěrečném dějství za stavu gamů 5–4 a 6–5, v nichž vedla 40:30. Využila ten třetí v rozhodujícím supertiebreaku. Jako první od Sereny Williamsové v sezóně 2016 se v kalendářním roce probojovala do finále French Open i Wimbledonu. Ve 21. století si před ní obě finále evropských grandslamů v sezóně zahrály Serena Williamsová (2002, 2015, 2016), Venus Williamsová (2002) a Justine Heninová (2006). Rovněž se stala první Italkou v přímém souboji o wimbledonskou trofej. Vekićová soupeřku přestřílela 42–26 na vítězné míče, ale vyprodukovala 57 nevynucených chyb proti 32 na straně Paoliniové. V duelu využila 4 z 15 brejkbolů vůči 3 brejkům Italky ze 7 možností, s níž prohrála ve třetím ze čtyř vzájemných duelů. Od roku 2013, kdy se Vekićová objevila v prvním semifinále na trávě, prošla do vyššího počtu devíti travnatých semifinále 
pouze Kerberová. Chorvatka na druhém místě sdílela sedm takových účastí s Karolínou Plíškovou. Wimbledon opustila s nejvíce travnatými výhrami v probíhající sezóně, kterých ve dvouhrách nasbírala deset.
Druhé semifinále zvládla Barbora Krejčíková proti favorizované světové čtyřce Jeleně Rybakinové. I potřetí v kariéře ji tak přehrála. První tři výhry nad Kazachstánkou do té doby získaly jen Sabalenková se Samsonovovou. Soupeřka vstoupila do utkání dominantně a ujala se vedení 4–0 na gamy. Češka si podání poprvé udržela až na čtvrtý pokus v závěru zahajovací sady, jíž ztratila 3–6. Klíčový okamžik následujícího setu přišel v šesté hře, kdy česká světová dvaatřicítka prolomila servis. Jediná taková ztráta znamenala poměr 6–3 a vynucení si rozhodujícího dějství. V něm se zopakoval scénář s jediným prolomeným servisem, který si Krejčíková připsala v Tildenově gamu a ujala se vedení 4–3. Od páté hry druhé sady nečelila žádnému brejkbolu. Duel dopodávala na stav 6–4 čistou hrou. V probíhající sezóně se teprve podruhé střetla s členkou Top 10, když poprvé podlehla Sabalenkové na melbournském majoru. Na turnajích velké čtyřky zlepšila aktivní bilanci proti grandslamovým šampionkám na 6–2. Předchozí výhra proti Ostapenkové byla její první takovou na trávě. V open éře Wimbledonu postoupila do finále jako pátá Češka, čímž se české tenistky zařadily na druhé místo statistik po bok pěti Australanek. Vyšší zastoupení v bojích o titul měly jen Američanky s devíti hráčkami. Na okruhu WTA Tour Krejčíková vyhrála třinácté ze čtrnácti semifinále. Jediným nezvládnutým pro ni zůstávalo na halovém Linz Open 2020. V All England Clubu vyhrála 12. dvouhru, čímž vyrovnala počet kariérních vítězství na Dubai Championships. Vyšší počet třinácti výher na jediném turnaji získala jen na Australian Open. Rybakinová odešla poprvé poražena z grandslamového semifinále, když ze dvou předchozích ve Wimbledonu 2022 a Australian Open 2023 postoupila.

### Finále: První wimbledonský a druhý grandslamový titul pro Barboru Krejčíkovou
| Statistiky finále        | Statistiky finále   | Statistiky finále |
| Krejčíková               |                     | Paoliniová        |
| ------------------------ | ------------------- | ----------------- |
| 6                        | esa                 | 3                 |
| 4                        | dvojchyby           | 1                 |
| 72 %                     | 1. podání do dvorce | 73 %              |
| 73 %                     | úspěšnost 1. podání | 61 %              |
| 57 %                     | úspěšnost 2. podání | 61 %              |
| 28                       | vítězné míče        | 19                |
| 37                       | nevynucené chyby    | 23                |
| 3/7                      | využité brejkboly   | 2/6               |
| 11/16                    | hra na síti         | 12/16             |
| 85/161                   | získané body        | 76/88             |
| délka utkání 1.58 hodiny |                     |                   |

První wimbledonský a druhý grandslamový titul ve dvouhře získala třicátá druhá hráčka žebříčku Barbora Krejčíková z Česka, která ve finále zdolala italskou světovou sedmičku Jasmine Paoliniovou ve třech setech. Na grandslamu ovládla dvanácté z třinácti finále a navázala na singlovou trofej z Roland Garros 2021, sedm deblových triumfů po boku Siniakové a tři tituly z mixu. Úvodní část sezóny absentovala pro zranění zad, které přispělo k negativní sezónní bilanci zápasů 7–9, s níž do All England Clubu přicestovala. Stejný počet výher pak dosáhla i na londýnském pažitu. Potřetí v řadě soutěž ovládla hráčka mimo světovou dvacítku. Krejčíková se – po triumfu čtyřicáté druhé ženy klasifikace Vondroušové v roce 2023 – stala druhou nejníže postavenou vítězkou od zavedení žebříčku WTA v roce 1975. S odkazem na bookmakery ji deník Sun označil za nejpřekvapivější šampionku předchozích 50 let.
Krejčíková se stala čtvrtou českou wimbledonskou šampionkou po Janě Novotné, Petře Kvitové a Markétě Vondroušové, respektive pátou narozenou na českém území, když Martina Navrátilová vyhrála rekordních devět trofejí pod vlajkou Spojených států amerických. Mezi prvními dvěma grandslamovými finále Krejčíková odehrála 13 hlavních soutěží na turnajích velké čtyřky. Pouze Pierceová (20), Sánchezová Vicariová (19) a Kuzněcovová (18) potřebovaly k tomuto výkonu v otevřené éře více účastí. Poprvé od roku 2018 byly obě finalistky starší 28 let a podruhé v otevřené éře debutovaly ve finále Wimbledonu dvě hráčky po dovršení 28 let, když se tak stalo pouze mezi Wadeovou a Stöveovou v roce 1977. Krejčíková odehrála v turnaji 175 gamů, nejvíce ze všech hráček jediného ročníku wimbledonské open éry.
V rámci samostatného Česka představovala Krejčíková prvního tenistu, který zvítězil na dvou různých grandslamech ve dvouhře. Po výhře Vondroušové v roce 2023 Češky poprvé ovládly dva ročníky jednoho z grandslamů za sebou. Rovněž se po Vondroušové stala druhou českou finalistkou na French Open i  ve Wimbledonu. Více než šest utkání v řadě vyhrála poprvé od osmizápasové neporazitelnosti mezi Dubai Championships a Indian Wells Open 2023. V jediném předchozím duelu Paoliniovou hladce zdolala v kvalifikaci Australian Open 2018. Ve Wimbledonu obě finalistky ovládly statistiku nejvíce využitých brejkbolů a Češka zahrála nejvyšší počet dvojchyb. Krejčíková strávila na dvorci nejdelší celkový čas, 13 hodin a 38 minut; druhá Vekićová o 37 minut méně. Ve finále Krejčíková porazila jako první hráčka probíhající sezóny čtvrtou členku Top 20 na jediném turnaji v řadě. Paoliniová se stala první Italkou open éry, která si zahrála finále na dvou různých grandslamech. V probíhající sezóně udržela 15 výhrami vedení ve statistice nejvíce vyhraných grandslamových dvouher. Krejčíková se v následném vydání žebříčku vrátila na konec první světové desítky a Paoliniová posunula na kariérní maximum, 5. místo.

## Nasazení hráček
1.    Iga Świąteková (3. kolo)
 2.    Coco Gauffová (4. kolo)
 3.   Aryna Sabalenková (odstoupila)
 4.    Jelena Rybakinová (semifinále)
 5.    Jessica Pegulaová (2. kolo)
 6.    Markéta Vondroušová (1. kolo)
 7.    Jasmine Paoliniová (finále)
 8.    Čeng Čchin-wen (1. kolo)
 9.    Maria Sakkariová (3. kolo)
10.    Ons Džabúrová (3. kolo)
11.    Danielle Collinsová (4. kolo)
12.    Madison Keysová (4. kolo, skreč)
13.    Jeļena Ostapenková (čtvrtfinále)
14.   Darja Kasatkinová (3. kolo)
15.   Ljudmila Samsonovová (3. kolo)
16.   Viktoria Azarenková (odstoupila)
17.   Anna Kalinská (4. kolo, skreč)
18.    Marta Kosťuková (3. kolo)
19.    Emma Navarrová (čtvrtfinále)
20.    Beatriz Haddad Maiová (3. kolo)
21.    Elina Svitolinová (čtvrtfinále)
22.   Jekatěrina Alexandrovová (odstoupila)
23.    Caroline Garciaová (2. kolo)
24.   Mirra Andrejevová (1. kolo)
25.   Anastasija Pavljučenkovová (2. kolo)
26.    Linda Nosková (2. kolo)
27.    Kateřina Siniaková (2. kolo)
28.    Dajana Jastremská (3. kolo)
29.    Sorana Cîrsteaová (1. kolo)
30.    Leylah Fernandezová (2. kolo)
31.    Barbora Krejčíková (vítězka)
32.    Katie Boulterová (2. kolo)

## Pavouk
| Legenda                                                       |                                                                        |                                                   |
| - Q – kvalifikant - WC – divoká karta - LL – šťastný poražený | - Alt – náhradník - SE – zvláštní výjimka - PR/SR – žebříčková ochrana | - w/o – bez boje - r – skreč - d – diskvalifikace |

### Finálová fáze
|  | Čtvrtfinále | Čtvrtfinále        | Čtvrtfinále        | Čtvrtfinále | Čtvrtfinále |     |                    | Semifinále | Semifinále | Semifinále | Semifinále | Semifinále |                    |   | Finále | Finále | Finále | Finále | Finále |
|  |             |                    |                    |             |             |     |                    |            |            |            |            |            |                    |   |        |        |        |        |        |
|  | 13          | Jeļena Ostapenková | 4                  | 64          |             |     |                    |            |            |            |            |            |                    |   |        |        |        |        |        |
|  | 31          | Barbora Krejčíková | 6                  | 7           |             |     |                    |            |            |            |            |            |                    |   |        |        |        |        |        |
|  | 31          | Barbora Krejčíková | 6                  | 7           |             | 31  | Barbora Krejčíková | 3          | 6          | 6          |            |            |                    |   |        |        |        |        |        |
|  |             |                    |                    |             |             |     | Barbora Krejčíková | 3          | 6          | 6          |            |            |                    |   |        |        |        |        |        |
|  |             | 4                  | Jelena Rybakinová  | 6           | 3           | 4   |                    |            |            |            |            |            |                    |   |        |        |        |        |        |
|  | 4           | 4                  | Jelena Rybakinová  | 6           | 3           | 4   | Jelena Rybakinová  | 6          | 6          |            |            |            |                    |   |        |        |        |        |        |
|  | 4           |                    |                    |             |             |     | Jelena Rybakinová  | 6          | 6          |            |            |            |                    |   |        |        |        |        |        |
|  | 21          | Elina Svitolinová  | 3                  | 2           |             |     |                    |            |            |            |            |            |                    |   |        |        |        |        |        |
|  | 21          | Elina Svitolinová  | 3                  | 2           |             |     |                    |            |            |            |            | 31         | Barbora Krejčíková | 6 | 2      | 6      |        |        |        |
|  |             |                    |                    |             |             |     |                    |            |            |            |            |            |                    | 6 | 2      | 6      |        |        |        |
|  |             | 7                  | Jasmine Paoliniová | 2           | 6           | 4   |                    |            |            |            |            |            |                    |   |        |        |        |        |        |
|  | Q           | 7                  | Jasmine Paoliniová | 2           | 6           | 4   | Lulu Sunová        | 7          | 4          | 1          |            |            |                    |   |        |        |        |        |        |
|  | Q           |                    |                    |             |             |     | Lulu Sunová        | 7          | 4          | 1          |            |            |                    |   |        |        |        |        |        |
|  |             | Donna Vekićová     | 5                  | 6           | 6           |     |                    |            |            |            |            |            |                    |   |        |        |        |        |        |
|  |             | Donna Vekićová     | 5                  | 6           | 6           |     | Donna Vekićová     | 6          | 4          | 68         |            |            |                    |   |        |        |        |        |        |
|  |             |                    |                    |             |             |     | Donna Vekićová     | 6          | 4          | 68         |            |            |                    |   |        |        |        |        |        |
|  |             | 7                  | Jasmine Paoliniová | 2           | 6           | 710 |                    |            |            |            |            |            |                    |   |        |        |        |        |        |
|  | 7           | 7                  | Jasmine Paoliniová | 2           | 6           | 710 | Jasmine Paoliniová | 6          | 6          |            |            |            |                    |   |        |        |        |        |        |
|  | 7           |                    |                    |             |             |     | Jasmine Paoliniová | 6          | 6          |            |            |            |                    |   |        |        |        |        |        |
|  | 19          | Emma Navarrová     | 2                  | 1           |             |     |                    |            |            |            |            |            |                    |   |        |        |        |        |        |

### Horní polovina

#### 1. sekce
| První kolo | První kolo    | První kolo | První kolo | První kolo |  |  | Druhé kolo | Druhé kolo  | Druhé kolo | Druhé kolo | Druhé kolo |  |  | Třetí kolo | Třetí kolo  | Třetí kolo | Třetí kolo | Třetí kolo |  |  | Čtvrté kolo | Čtvrté kolo | Čtvrté kolo | Čtvrté kolo | Čtvrté kolo |
|            |               |            |            |            |  |  |            |             |            |            |            |  |  |            |             |            |            |            |  |  |             |             |             |             |             |
| 1          | I Świątek     | 6          | 6          |            |  |  |            |             |            |            |            |  |  |            |             |            |            |            |  |  |             |             |             |             |             |
|            | S Kenin       | 3          | 4          |            |  |  | 1          | I Świątek   | 6          | 6          |            |  |  |            |             |            |            |            |  |  |             |             |             |             |             |
| WC         | F Jones       | 6          | 1          | 2          |  |  |            | P Martić    | 4          | 3          |            |  |  |            |             |            |            |            |  |  |             |             |             |             |             |
|            | P Martić      | 3          | 6          | 6          |  |  |            |             |            |            |            |  |  | 1          | I Świątek   | 6          | 1          | 2          |  |  |             |             |             |             |             |
|            | J Putinceva   | 7          | 6          |            |  |  |            |             |            |            |            |  |  |            | J Putinceva | 3          | 6          | 6          |  |  |             |             |             |             |             |
| WC         | A Kerber      | 5          | 3          |            |  |  |            | J Putinceva | 6          | 4          | 6          |  |  |            |             |            |            |            |  |  |             |             |             |             |             |
| Q          | M Stakusic    | 4          | 2          |            |  |  | 27         | K Siniaková | 0          | 6          | 2          |  |  |            |             |            |            |            |  |  |             |             |             |             |             |
| 27         | K Siniaková   | 6          | 6          |            |  |  |            |             |            |            |            |  |  |            |             |            |            |            |  |  |             | J Putinceva | 2           | 3           |             |
| 23         | C Garcia      | 6          | 7          |            |  |  |            |             |            |            |            |  |  |            |             |            |            |            |  |  | 13          | J Ostapenko | 6           | 6           |             |
|            | A Blinkova    | 4          | 5          |            |  |  | 23         | C Garcia    | 6          | 3          | 4          |  |  |            |             |            |            |            |  |  |             |             |             |             |             |
|            | B Pera        | 64         | 6          | 710        |  |  |            | B Pera      | 3          | 6          | 6          |  |  |            |             |            |            |            |  |  |             |             |             |             |             |
|            | A Potapova    | 7          | 4          | 6          |  |  |            |             |            |            |            |  |  |            | B Pera      | 1          | 3          |            |  |  |             |             |             |             |             |
|            | O Dodin       | 4          | 0          |            |  |  |            |             |            |            |            |  |  | 13         | J Ostapenko | 6          | 6          |            |  |  |             |             |             |             |             |
| Q          | D Snigur      | 6          | 6          |            |  |  | Q          | D Snigur    | 3          | 0          |            |  |  |            |             |            |            |            |  |  |             |             |             |             |             |
| WC         | A Tomljanović | 1          | 2          |            |  |  | 13         | J Ostapenko | 6          | 6          |            |  |  |            |             |            |            |            |  |  |             |             |             |             |             |
| 13         | J Ostapenko   | 6          | 6          |            |  |  |            |             |            |            |            |  |  |            |             |            |            |            |  |  |             |             |             |             |             |

#### 2. sekce
| První kolo | První kolo       | První kolo | První kolo | První kolo |  |  | Druhé kolo | Druhé kolo       | Druhé kolo | Druhé kolo | Druhé kolo |  |  | Třetí kolo | Třetí kolo       | Třetí kolo | Třetí kolo | Třetí kolo |  |  | Čtvrté kolo | Čtvrté kolo  | Čtvrté kolo | Čtvrté kolo | Čtvrté kolo |
|            |                  |            |            |            |  |  |            |                  |            |            |            |  |  |            |                  |            |            |            |  |  |             |              |             |             |             |
| 11         | D Collins        | 6          | 7          |            |  |  |            |                  |            |            |            |  |  |            |                  |            |            |            |  |  |             |              |             |             |             |
|            | C Tauson         | 3          | 64         |            |  |  | 11         | D Collins        | 6          | 6          |            |  |  |            |                  |            |            |            |  |  |             |              |             |             |             |
|            | M Šaríf          | 1          | 2          |            |  |  | Q          | D Gálfi          | 3          | 4          |            |  |  |            |                  |            |            |            |  |  |             |              |             |             |             |
| Q          | D Gálfi          | 6          | 6          |            |  |  |            |                  |            |            |            |  |  | 11         | D Collins        | 6          | 6          |            |  |  |             |              |             |             |             |
|            | C Osorio         | 6          | 6          |            |  |  |            |                  |            |            |            |  |  | 20         | B Haddad Maia    | 4          | 4          |            |  |  |             |              |             |             |             |
| PR         | L Davis          | 3          | 1          |            |  |  |            | C Osorio         | 0r         |            |            |  |  |            |                  |            |            |            |  |  |             |              |             |             |             |
|            | M Fręch          | 3          | 3          |            |  |  | 20         | B Haddad Maia    | 3          |            |            |  |  |            |                  |            |            |            |  |  |             |              |             |             |             |
| 20         | B Haddad Maia    | 7          | 6          |            |  |  |            |                  |            |            |            |  |  |            |                  |            |            |            |  |  | 11          | D Collins    | 5           | 3           |             |
| 31         | B Krejčíková     | 7          | 61         | 7          |  |  |            |                  |            |            |            |  |  |            |                  |            |            |            |  |  | 31          | B Krejčíková | 7           | 6           |             |
|            | V Kuděrmetova    | 64         | 7          | 5          |  |  | 31         | B Krejčíková     | 78         | 7          |            |  |  |            |                  |            |            |            |  |  |             |              |             |             |             |
|            | ML Carlé         | 2          | 5          |            |  |  | Q          | K Volynets       | 6          | 65         |            |  |  |            |                  |            |            |            |  |  |             |              |             |             |             |
| Q          | K Volynets       | 6          | 7          |            |  |  |            |                  |            |            |            |  |  | 31         | B Krejčíková     | 6          | 4          |            |  |  |             |              |             |             |             |
|            | C Bucșa          | 6          | 4          | 710        |  |  |            |                  |            |            |            |  |  |            | J Bouzas Maneiro | 0          | 3r         |            |  |  |             |              |             |             |             |
|            | A Bogdan         | 4          | 6          | 65         |  |  |            | C Bucșa          | 61         | 3          |            |  |  |            |                  |            |            |            |  |  |             |              |             |             |             |
|            | J Bouzas Maneiro | 6          | 6          |            |  |  |            | J Bouzas Maneiro | 7          | 6          |            |  |  |            |                  |            |            |            |  |  |             |              |             |             |             |
| 6          | M Vondroušová    | 4          | 2          |            |  |  |            |                  |            |            |            |  |  |            |                  |            |            |            |  |  |             |              |             |             |             |

#### 3. sekce
| První kolo | První kolo  | První kolo | První kolo | První kolo |  |  | Druhé kolo | Druhé kolo  | Druhé kolo | Druhé kolo | Druhé kolo |  |  | Třetí kolo | Třetí kolo  | Třetí kolo | Třetí kolo | Třetí kolo |  |  | Čtvrté kolo | Čtvrté kolo | Čtvrté kolo | Čtvrté kolo | Čtvrté kolo |
|            |             |            |            |            |  |  |            |             |            |            |            |  |  |            |             |            |            |            |  |  |             |             |             |             |             |
| 4          | J Rybakina  | 6          | 6          |            |  |  |            |             |            |            |            |  |  |            |             |            |            |            |  |  |             |             |             |             |             |
| Q          | E-G Ruse    | 3          | 1          |            |  |  | 4          | J Rybakina  | 6          | 3          | 6          |  |  |            |             |            |            |            |  |  |             |             |             |             |             |
|            | L Siegemund | 6          | 6          |            |  |  |            | L Siegemund | 3          | 6          | 3          |  |  |            |             |            |            |            |  |  |             |             |             |             |             |
| PR         | K Baindl    | 4          | 1          |            |  |  |            |             |            |            |            |  |  | 4          | J Rybakina  | 6          | 6          |            |  |  |             |             |             |             |             |
| WC         | C Wozniacki | 6          | 6          |            |  |  |            |             |            |            |            |  |  | WC         | C Wozniacki | 1          | 0          |            |  |  |             |             |             |             |             |
| Q          | A Parks     | 2          | 0          |            |  |  | WC         | C Wozniacki | 6          | 2          | 7          |  |  |            |             |            |            |            |  |  |             |             |             |             |             |
|            | L Bronzetti | 4          | 3          |            |  |  | 30         | L Fernandez | 3          | 6          | 5          |  |  |            |             |            |            |            |  |  |             |             |             |             |             |
| 30         | L Fernandez | 6          | 6          |            |  |  |            |             |            |            |            |  |  |            |             |            |            |            |  |  | 4           | J Rybakina  | 6           | 3           |             |
| 17         | A Kalinska  | 6          | 6          |            |  |  |            |             |            |            |            |  |  |            |             |            |            |            |  |  |             | A Kalinska  | 3           | 0r          |             |
| Q          | P Udvardy   | 3          | 2          |            |  |  | 17         | A Kalinska  | 6          | 6          |            |  |  |            |             |            |            |            |  |  |             |             |             |             |             |
|            | M Bouzková  | 6          | 6          |            |  |  |            | M Bouzková  | 4          | 1          |            |  |  |            |             |            |            |            |  |  |             |             |             |             |             |
|            | J Riera     | 2          | 1          |            |  |  |            |             |            |            |            |  |  | 17         | A Kalinska  | 7          | 6          |            |  |  |             |             |             |             |             |
|            | A Kalinina  | 2          | 3          |            |  |  |            |             |            |            |            |  |  | 15         | L Samsonova | 64         | 2          |            |  |  |             |             |             |             |             |
|            | E Avanesjan | 6          | 6          |            |  |  |            | E Avanesjan | 3          | 3          |            |  |  |            |             |            |            |            |  |  |             |             |             |             |             |
|            | R Masárová  | 3          | 6          | 2          |  |  | 15         | L Samsonova | 6          | 6          |            |  |  |            |             |            |            |            |  |  |             |             |             |             |             |
| 15         | L Samsonova | 6          | 4          | 6          |  |  |            |             |            |            |            |  |  |            |             |            |            |            |  |  |             |             |             |             |             |

#### 4. sekce
| První kolo | První kolo   | První kolo | První kolo | První kolo |  |  | Druhé kolo | Druhé kolo   | Druhé kolo | Druhé kolo | Druhé kolo |  |  | Třetí kolo | Třetí kolo  | Třetí kolo | Třetí kolo | Třetí kolo |  |  | Čtvrté kolo | Čtvrté kolo | Čtvrté kolo | Čtvrté kolo | Čtvrté kolo |
|            |              |            |            |            |  |  |            |              |            |            |            |  |  |            |             |            |            |            |  |  |             |             |             |             |             |
| 10         | O Džabúr     | 6          | 6          |            |  |  |            |              |            |            |            |  |  |            |             |            |            |            |  |  |             |             |             |             |             |
|            | M Učidžima   | 3          | 1          |            |  |  | 10         | O Džabúr     | 6          | 7          |            |  |  |            |             |            |            |            |  |  |             |             |             |             |             |
| Q          | R Montgomery | 6          | 6          |            |  |  | Q          | R Montgomery | 1          | 5          |            |  |  |            |             |            |            |            |  |  |             |             |             |             |             |
| Q          | O Gadecki    | 4          | 4          |            |  |  |            |              |            |            |            |  |  | 10         | O Džabúr    | 1          | 64         |            |  |  |             |             |             |             |             |
|            | V Golubic    | 2          | 1          |            |  |  |            |              |            |            |            |  |  | 21         | E Svitolina | 6          | 7          |            |  |  |             |             |             |             |             |
|            | J Niemeier   | 6          | 6          |            |  |  |            | J Niemeier   | 3          | 4          |            |  |  |            |             |            |            |            |  |  |             |             |             |             |             |
|            | M Linette    | 5          | 711        | 3          |  |  | 21         | E Svitolina  | 6          | 6          |            |  |  |            |             |            |            |            |  |  |             |             |             |             |             |
| 21         | E Svitolina  | 7          | 69         | 6          |  |  |            |              |            |            |            |  |  |            |             |            |            |            |  |  | 21          | E Svitolina | 6           | 6           |             |
| 32         | K Boulter    | 78         | 7          |            |  |  |            |              |            |            |            |  |  |            |             |            |            |            |  |  |             | Sin-j Wang  | 2           | 1           |             |
|            | T Maria      | 6          | 5          |            |  |  | 32         | K Boulter    | 6          | 1          | 68         |  |  |            |             |            |            |            |  |  |             |             |             |             |             |
|            | H Dart       | 6          | 6          |            |  |  |            | H Dart       | 4          | 6          | 710        |  |  |            |             |            |            |            |  |  |             |             |             |             |             |
| Q          | Č-s Paj      | 4          | 0          |            |  |  |            |              |            |            |            |  |  |            | H Dart      | 6          | 5          | 3          |  |  |             |             |             |             |             |
|            | Sin-j Wang   | 7          | 3          | 6          |  |  |            |              |            |            |            |  |  |            | Sin-j Wang  | 2          | 7          | 6          |  |  |             |             |             |             |             |
|            | V Tomova     | 64         | 6          | 0          |  |  |            | Sin-j Wang   | 6          | 67         | 6          |  |  |            |             |            |            |            |  |  |             |             |             |             |             |
|            | A Krueger    | 2          | 0          |            |  |  | 5          | J Pegula     | 4          | 79         | 1          |  |  |            |             |            |            |            |  |  |             |             |             |             |             |
| 5          | J Pegula     | 6          | 6          |            |  |  |            |              |            |            |            |  |  |            |             |            |            |            |  |  |             |             |             |             |             |

### Dolní polovina

#### 5. sekce
| První kolo | První kolo      | První kolo | První kolo | První kolo |  |  | Druhé kolo | Druhé kolo      | Druhé kolo | Druhé kolo | Druhé kolo |  |  | Třetí kolo | Třetí kolo | Třetí kolo | Třetí kolo | Třetí kolo |  |  | Čtvrté kolo | Čtvrté kolo | Čtvrté kolo | Čtvrté kolo | Čtvrté kolo |
|            |                 |            |            |            |  |  |            |                 |            |            |            |  |  |            |            |            |            |            |  |  |             |             |             |             |             |
| 8          | Č-w Čeng        | 6          | 2          | 4          |  |  |            |                 |            |            |            |  |  |            |            |            |            |            |  |  |             |             |             |             |             |
| Q          | L Sun           | 4          | 6          | 6          |  |  | Q          | L Sun           | 4          | 6          | 6          |  |  |            |            |            |            |            |  |  |             |             |             |             |             |
| PR         | A Van Uytvanck  | 4          | 3          |            |  |  | Q          | J Starodubceva  | 6          | 3          | 2          |  |  |            |            |            |            |            |  |  |             |             |             |             |             |
| Q          | J Starodubceva  | 6          | 6          |            |  |  |            |                 |            |            |            |  |  | Q          | L Sun      | 7          | 78         |            |  |  |             |             |             |             |             |
| PR         | I-C Begu        | 0          | 4          |            |  |  |            |                 |            |            |            |  |  |            | L Ču       | 64         | 6          |            |  |  |             |             |             |             |             |
|            | L Ču            | 6          | 6          |            |  |  |            | L Ču            | 6          | 6          |            |  |  |            |            |            |            |            |  |  |             |             |             |             |             |
|            | T Townsend      | 64         | 1          |            |  |  | 25         | A Pavljučenkova | 4          | 3          |            |  |  |            |            |            |            |            |  |  |             |             |             |             |             |
| 25         | A Pavljučenkova | 7          | 6          |            |  |  |            |                 |            |            |            |  |  |            |            |            |            |            |  |  | Q           | L Sun       | 6           | 5           | 6           |
| LL         | R Zarazúa       | 60         | 3          |            |  |  |            |                 |            |            |            |  |  |            |            |            |            |            |  |  | WC          | E Raducanu  | 2           | 7           | 2           |
| WC         | E Raducanu      | 7          | 6          |            |  |  | WC         | E Raducanu      | 6          | 6          |            |  |  |            |            |            |            |            |  |  |             |             |             |             |             |
|            | N Hibino        | 6          | 2          | 4          |  |  |            | E Mertens       | 1          | 2          |            |  |  |            |            |            |            |            |  |  |             |             |             |             |             |
|            | E Mertens       | 2          | 6          | 6          |  |  |            |                 |            |            |            |  |  | WC         | E Raducanu | 6          | 6          |            |  |  |             |             |             |             |             |
|            | A Rus           | 6          | 6          |            |  |  |            |                 |            |            |            |  |  | 9          | M Sakkari  | 2          | 3          |            |  |  |             |             |             |             |             |
|            | J Jüan          | 2          | 3          |            |  |  |            | A Rus           | 5          | 3          |            |  |  |            |            |            |            |            |  |  |             |             |             |             |             |
| Q          | M Kessler       | 3          | 1          |            |  |  | 9          | M Sakkari       | 7          | 6          |            |  |  |            |            |            |            |            |  |  |             |             |             |             |             |
| 9          | M Sakkari       | 6          | 6          |            |  |  |            |                 |            |            |            |  |  |            |            |            |            |            |  |  |             |             |             |             |             |

#### 6. sekce
| První kolo | První kolo    | První kolo | První kolo | První kolo |  |  | Druhé kolo | Druhé kolo    | Druhé kolo | Druhé kolo | Druhé kolo |  |  | Třetí kolo | Třetí kolo   | Třetí kolo | Třetí kolo | Třetí kolo |  |  | Čtvrté kolo | Čtvrté kolo | Čtvrté kolo | Čtvrté kolo | Čtvrté kolo |
|            |               |            |            |            |  |  |            |               |            |            |            |  |  |            |              |            |            |            |  |  |             |             |             |             |             |
| 14         | D Kasatkina   | 6          | 6          |            |  |  |            |               |            |            |            |  |  |            |              |            |            |            |  |  |             |             |             |             |             |
| PR         | Š Čang        | 3          | 0          |            |  |  | 14         | D Kasatkina   | 6          | 6          |            |  |  |            |              |            |            |            |  |  |             |             |             |             |             |
|            | T Korpatsch   | 2          | 1          |            |  |  | WC         | L Mijazaki    | 0          | 0          |            |  |  |            |              |            |            |            |  |  |             |             |             |             |             |
| WC         | L Mijazaki    | 6          | 6          |            |  |  |            |               |            |            |            |  |  | 16         | D Kasatkina  | 6          | 6          | 4          |  |  |             |             |             |             |             |
| PR         | P Badosa      | 6          | 6          |            |  |  |            |               |            |            |            |  |  | PR         | P Badosa     | 78         | 4          | 6          |  |  |             |             |             |             |             |
|            | K Muchová     | 3          | 2          |            |  |  | PR         | P Badosa      | 6          | 6          |            |  |  |            |              |            |            |            |  |  |             |             |             |             |             |
|            | B Fruhvirtová | 1          | 6          | 6          |  |  |            | B Fruhvirtová | 4          | 2          |            |  |  |            |              |            |            |            |  |  |             |             |             |             |             |
| 24         | M Andrejeva   | 6          | 3          | 2          |  |  |            |               |            |            |            |  |  |            |              |            |            |            |  |  | PR          | P Badosa    | 2           | 6           | 4           |
| 28         | D Jastremska  | 6          | 7          |            |  |  |            |               |            |            |            |  |  |            |              |            |            |            |  |  |             | D Vekić     | 6           | 1           | 6           |
|            | N Podoroska   | 1          | 61         |            |  |  | 28         | D Jastremska  | 3          | 6          | 710        |  |  |            |              |            |            |            |  |  |             |             |             |             |             |
|            | L Curenko     | 3          | 1          |            |  |  |            | V Gračova     | 6          | 4          | 65         |  |  |            |              |            |            |            |  |  |             |             |             |             |             |
|            | V Gracčova    | 6          | 6          |            |  |  |            |               |            |            |            |  |  | 28         | D Jastremska | 64         | 7          | 1          |  |  |             |             |             |             |             |
|            | D Vekić       | 3          | 6          | 6          |  |  |            |               |            |            |            |  |  |            | D Vekić      | 7          | 63         | 6          |  |  |             |             |             |             |             |
|            | Si-j Wang     | 6          | 3          | 4          |  |  |            | D Vekić       | 6          | 6          |            |  |  |            |              |            |            |            |  |  |             |             |             |             |             |
|            | E Bektas      | 65         | 6          | 3          |  |  | LL         | E Andrejeva   | 2          | 3          |            |  |  |            |              |            |            |            |  |  |             |             |             |             |             |
| LL         | E Andrejeva   | 7          | 3          | 6          |  |  |            |               |            |            |            |  |  |            |              |            |            |            |  |  |             |             |             |             |             |

#### 7. sekce
| První kolo | První kolo       | První kolo | První kolo | První kolo |  |  | Druhé kolo | Druhé kolo  | Druhé kolo | Druhé kolo | Druhé kolo |  |  | Třetí kolo | Třetí kolo  | Třetí kolo | Třetí kolo | Třetí kolo |  |  | Čtvrté kolo | Čtvrté kolo | Čtvrté kolo | Čtvrté kolo | Čtvrté kolo |
|            |                  |            |            |            |  |  |            |             |            |            |            |  |  |            |             |            |            |            |  |  |             |             |             |             |             |
| 7          | J Paolini        | 7          | 6          |            |  |  |            |             |            |            |            |  |  |            |             |            |            |            |  |  |             |             |             |             |             |
|            | S Sorribes Tormo | 5          | 3          |            |  |  | 7          | J Paolini   | 7          | 6          |            |  |  |            |             |            |            |            |  |  |             |             |             |             |             |
|            | G Minnen         | 7          | 6          |            |  |  |            | G Minnen    | 65         | 2          |            |  |  |            |             |            |            |            |  |  |             |             |             |             |             |
| WC         | H Watson         | 5          | 4          |            |  |  |            |             |            |            |            |  |  | 7          | J Paolini   | 7          | 6          |            |  |  |             |             |             |             |             |
| PR         | B Andreescu      | 6          | 6          |            |  |  |            |             |            |            |            |  |  | PR         | B Andreescu | 64         | 1          |            |  |  |             |             |             |             |             |
|            | J Cristian       | 4          | 2          |            |  |  | PR         | B Andreescu | 6          | 7          |            |  |  |            |             |            |            |            |  |  |             |             |             |             |             |
|            | S Errani         | 63         | 1          |            |  |  | 26         | L Nosková   | 3          | 65         |            |  |  |            |             |            |            |            |  |  |             |             |             |             |             |
| 26         | L Nosková        | 7          | 6          |            |  |  |            |             |            |            |            |  |  |            |             |            |            |            |  |  | 7           | J Paolini   | 6           | 6           | 5           |
| 18         | M Kosťuk         | 6          | 6          |            |  |  |            |             |            |            |            |  |  |            |             |            |            |            |  |  | 12          | M Keys      | 3           | 78          | 5r          |
|            | R Šramková       | 3          | 2          |            |  |  | 18         | M Kosťuk    | 4          | 7          | 6          |  |  |            |             |            |            |            |  |  |             |             |             |             |             |
|            | D Saville        | 6          | 6          |            |  |  |            | D Saville   | 6          | 62         | 4          |  |  |            |             |            |            |            |  |  |             |             |             |             |             |
|            | P Stearns        | 4          | 2          |            |  |  |            |             |            |            |            |  |  | 18         | M Kosťuk    | 4          | 3          |            |  |  |             |             |             |             |             |
|            | AK Schmiedlová   | 0          | 6          | 4          |  |  |            |             |            |            |            |  |  | 12         | M Keys      | 6          | '6         |            |  |  |             |             |             |             |             |
|            | J-f Wang         | 6          | 3          | 6          |  |  |            | J-f Wang    | 2          | 2          |            |  |  |            |             |            |            |            |  |  |             |             |             |             |             |
|            | M Trevisan       | 4          | 64         |            |  |  | 12         | M Keys      | 6          | 6          |            |  |  |            |             |            |            |            |  |  |             |             |             |             |             |
| 12         | M Keys           | 6          | 7          |            |  |  |            |             |            |            |            |  |  |            |             |            |            |            |  |  |             |             |             |             |             |

#### 8. sekce
| První kolo | První kolo  | První kolo | První kolo | První kolo |  |  | Druhé kolo | Druhé kolo | Druhé kolo | Druhé kolo | Druhé kolo |  |  | Třetí kolo | Třetí kolo | Třetí kolo | Třetí kolo | Třetí kolo |  |  | Čtvrté kolo | Čtvrté kolo | Čtvrté kolo | Čtvrté kolo | Čtvrté kolo |
|            |             |            |            |            |  |  |            |            |            |            |            |  |  |            |            |            |            |            |  |  |             |             |             |             |             |
| LL         | E Jacquemot | 3          | 3          |            |  |  |            |            |            |            |            |  |  |            |            |            |            |            |  |  |             |             |             |             |             |
|            | S Stephens  | 6          | 6          |            |  |  |            | S Stephens | 1          | 1          |            |  |  |            |            |            |            |            |  |  |             |             |             |             |             |
|            | Ka Plíšková | 6          | 4          | 5          |  |  |            | D Šnajder  | 6          | 6          |            |  |  |            |            |            |            |            |  |  |             |             |             |             |             |
|            | D Šnajder   | 4          | 6          | 7          |  |  |            |            |            |            |            |  |  |            | D Šnajder  | 6          | 3          | 4          |  |  |             |             |             |             |             |
| WC         | N Ósaka     | 6          | 1          | 6          |  |  |            |            |            |            |            |  |  | 19         | E Navarro  | 2          | 6          | 6          |  |  |             |             |             |             |             |
|            | D Parry     | 1          | 6          | 4          |  |  | WC         | N Ósaka    | 4          | 1          |            |  |  |            |            |            |            |            |  |  |             |             |             |             |             |
| PR         | Č Wang      | 0          | 2          |            |  |  | 19         | E Navarro  | 6          | 6          |            |  |  |            |            |            |            |            |  |  |             |             |             |             |             |
| 19         | E Navarro   | 6          | 6          |            |  |  |            |            |            |            |            |  |  |            |            |            |            |            |  |  | 19          | E Navarro   | 6           | 6           |             |
| 29         | S Cîrstea   | 6          | 2          | 0          |  |  |            |            |            |            |            |  |  |            |            |            |            |            |  |  | 2           | C Gauff     | 4           | 3           |             |
| Q          | S Kartal    | 3          | 6          | 6          |  |  | Q          | S Kartal   | 6          | 5          | 6          |  |  |            |            |            |            |            |  |  |             |             |             |             |             |
| Q          | E Lys       | 2          | 4          |            |  |  |            | C Burel    | 3          | 7          | 3          |  |  |            |            |            |            |            |  |  |             |             |             |             |             |
|            | C Burel     | 6          | 6          |            |  |  |            |            |            |            |            |  |  | Q          | S Kartal   | 4          | 0          |            |  |  |             |             |             |             |             |
| LL         | O Danilović | 5          | 1          |            |  |  |            |            |            |            |            |  |  | 2          | C Gauff    | 6          | 6          |            |  |  |             |             |             |             |             |
| Q          | A Todoni    | 7          | 6          |            |  |  | Q          | A Todoni   | 2          | 1          |            |  |  |            |            |            |            |            |  |  |             |             |             |             |             |
|            | C Dolehide  | 1          | 2          |            |  |  | 2          | C Gauff    | 6          | 6          |            |  |  |            |            |            |            |            |  |  |             |             |             |             |             |
| 2          | C Gauff     | 6          | 6          |            |  |  |            |            |            |            |            |  |  |            |            |            |            |            |  |  |             |             |             |             |             |